# Go Skateboarding Day
Go Skateboarding Day is een internationaal evenement. Het wordt georganiseerd door de International Association of Skateboard Companies en wordt jaarlijks op 21 juni gevierd. Het is bedoeld om skateboarders dichter bij elkaar te brengen, en skaters over de hele wereld verspreid hun bezigheden opzij te doen zetten om te gaan skateboarden.
Skateboard fabrikateurs, -verkopers, -verspreiders, skateparken en andere organisaties organiseren evenementen met betrekking tot de sport om de dag te vieren. Lokale skateshops in de Verenigde Staten organiseren wedstrijden en demo's. Tevens wordt er geprotesteerd tegen verboden op skateboards die op sommige plaatsen gelden.